# تيد جونز
تيد جونز هو كاتب كندي، ولد في 1942 في Seaforth, Ontario ‏ في كندا.